# Armageddon (álbum de Aespa)
Armageddon es el primer álbum de estudio del grupo femenino surcoreano Aespa. Fue lanzado por SM Entertainment el 27 de mayo de 2024 y contiene diez canciones, incluidos dos sencillos principales: «Supernova» y «Armageddon». Desde su lanzamiento, el álbum ha recibido críticas mayoritariamente positivas. Medios como NME, The Forty-Five, Rolling Stone India y Billboard han elogiado su originalidad, el universo ficticio que lo envuelve y la capacidad del grupo para explorar diversos géneros musicales. Se ha resaltado su habilidad para equilibrar elementos intensos y sutiles dentro de una propuesta bien construida, así como su interés en romper las fronteras entre lo virtual y lo real dentro de su identidad artística. Sin embargo, no todas las reseñas han sido del todo favorables: The Guardian, por ejemplo, expresó dudas sobre si el apartado visual del grupo opaca en cierta medida la música.
En cuanto a su desempeño comercial, Armageddon tuvo un buen inicio: superó el millón de copias en preventa y se convirtió en el cuarto álbum consecutivo de Aespa en alcanzar esa cifra. También encabezó las listas de iTunes en varios países, entre ellos Estados Unidos, Australia y Canadá.

## Antecedentes y lanzamiento
El 8 de febrero de 2024, SM Entertainment anunció que Aespa tenía planes de regresar con un álbum de estudio durante el segundo trimestre del año. Posteriormente, el 15 de marzo, medios surcoreanos fotografiaron al grupo en el Aeropuerto de Incheon y reportaron que viajaban a Bangkok, Tailandia, para grabar material audiovisual vinculado con su nuevo álbum. La producción concluyó el 19 de marzo. El 27 del mismo mes, un informe exclusivo indicó que Aespa planeaba su regreso para mayo y que el disco ya se encontraba en su etapa final de preparación. Ante esto, SM respondió que aún no había un calendario confirmado, aunque sí reafirmaron el regreso en el segundo trimestre del año, y que más detalles serían anunciados próximamente. Finalmente, el 22 de abril, Aespa compartió en sus redes sociales oficiales un vídeo titulado «Armageddon Intro» y confirmó que su regreso sería el 27 de mayo.
El 2 de mayo, se presentó el calendario promocional a través de un adelanto titulado «Launch Code». Ocho días más tarde, se reveló el listado de canciones acompañado de un popurrí especial con fragmentos de cada pista. Posteriormente, el 12 de mayo, se lanzó un clip promocional del videoclip de «Supernova», seguido de su estreno oficial junto al vídeo musical el 13 de mayo. Entre el 15 y el 17 de mayo, fueron publicados los adelantos de «Long Chat», «Licorice» y «Live My Life». El 25 de mayo, se lanzó un teaser del vídeo de «Armageddon». Finalmente, el álbum y el videoclip fueron publicados el 27 de mayo. Además, el 19 de julio, se lanzó una edición especial en formato CDP, que incluye un reproductor de CD.

## Composición
Con diez canciones, Armageddon es una álbum pop que fusiona varios géneros, como hip hop, dance y baladas. La primera pista, «Supernova», es una canción dance con influencias de hyperpop, definida por un sonido de «brillo cósmico», bajos y percusiones intensas, una línea melódica destacada y el uso de sintetizadores. La letra describe la visión expandida del mundo de Aespa, y compara el inicio de un evento que abre una puerta hacia otra dimensión con una supernova, como símbolo de una gran explosión inicial. Le sigue «Armageddon», una combinación de hip hop y dance con arreglos que fusionan sonidos clásicos y contemporáneos. La inclusión de un puente con tintes de R&B aporta dinamismo a la pieza, que gira en torno a la autoafirmación y la construcción de la identidad personal.  Por su parte, «Set the Tone» mantiene una línea vibrante, impulsada por sintetizadores y una base rítmica enérgica con una estética influenciada en el hip hop. Sin embargo, ha sido la menos favorita del disco; por ejemplo, Jeff Benjamin de Billboard, considera que no alcanza el mismo impacto que otras canciones del álbum. La cuarta pista, «Mine», adopta un enfoque más introspectivo al abordar el temor al crecimiento y la lucha contra la inseguridad personal. A través de imágenes como el reflejo distorsionado en un espejo roto, el grupo transmite una narrativa de vulnerabilidad y fortaleza.
La quinta canción, «Licorice», es un tema dance enérgico , con un hook pop rock, guitarras eléctricas de estilo retro y una sólida base trap. En lo lírico, la canción explora la atracción hacia alguien con un encanto inusual, al que compara de forma ingeniosa con el regaliz. En un tono más relajado, «Bahama» se apoya en un tempo medio y una producción que evoca una atmósfera veraniega, con palmas y melodías que sugieren una escapada tropical. La séptima pista, «Long Chat», mantiene el estilo bailable del álbum, pero con una temática centrada en la intimidad emocional de las conversaciones nocturna. «Prologue» adopta un enfoque más animado a pesar de su contenido introspectivo. La canción trata sobre el crecimiento personal y aborda temas como la ansiedad y la desilusión, mediante un sonido pop de corte enérgico. «Live My Life», la novena canción, se inclina por una energía pop punk impulsada por guitarras. Su mensaje gira en torno a la autoafirmación y la independencia, que cuestiona las normas sociales y destaca que no hay una única manera correcta de vivir. El disco concluye con «Melody», una pieza centrada en el piano que se presenta como una despedida. Más allá de su forma de balada, funciona como un homenaje a los seguidores del grupo,  que se consolida como una especie de himno dedicado a ellos.

## Concepto
El 25 de mayo, Cho Woo-chul y Choi Sung-woo, directores del centro de producción de One Production, ofrecieron una entrevista en la que explicaron cómo se desarrolló el concepto del álbum y la estrategia de promoción. Este nuevo trabajo marcó el inicio de la segunda fase del universo narrativo de Aespa, centrado en la idea del multiverso. A medida que la historia se expande hacia realidades paralelas, se plantea el lema «Solo yo puedo definirme a mí misma», que transmite que el «yo» no solo es protagonista, sino un universo en sí mismo. Bajo esta premisa, se aborda el encuentro entre la protagonista y sus versiones en otros mundos, lo cual genera una sensación de confusión entre lo auténtico y lo falso. Tras ese caos, surge la decisión de afrontar quién se es realmente, lo que conduce a una reflexión profunda sobre la identidad.
Choi comentó: «Queríamos que mayo fuera el mes de Aespa, así que desde el inicio —con el logo, el vídeo introductorio y el concepto visual— hasta el videoclip, diseñamos una propuesta visual variada para enriquecer el álbum. Nuestro objetivo fue mostrar de forma clara y completa una nueva narrativa dentro del universo del grupo». Luego, Cho añadió: «Como ya habíamos definido el enfoque de la historia que deseábamos contar, confiamos en que los fanes puedan disfrutar e involucrarse profundamente con el contenido, desde los primeros lanzamientos hasta el material final. Además de los vídeos y fotos, incorporamos diversas técnicas de efectos visuales que permiten transmitir mejor las canciones del relato, lo que refuerza la sensación de inmersión. Al unir esto con aquello que solo las integrantes de Aespa pueden expresar, obtuvimos una sinergia que fortaleció tanto la producción como la promoción».

## Recepción

### Crítica
Armageddon recibió en general críticas favorables por parte de la prensa especializada. Rhian Daly, de NME, destacó que el álbum se sitúa en el grupo de los mejores trabajos de Aespa y reafirma lo que ya se sabía: «cuando el grupo tiene libertad para explorar los sonidos que han hecho propios, el resultado es simplemente sobresaliente». En un artículo para The Forty-Five, Jenessa Williams valoró la disposición del grupo a «probar diferentes estilos, tanto intensos como más suaves», y destacó que Aespa realmente «brilla cuando se inclina por el lado más atrevido de su propuesta artística». Además, afirmó que la «combinación explosiva de creatividad y actitud del grupo podría ser justo lo que necesita el mundo de la música para renovarse». Debashree Dutta, editora de Rolling Stone India, destacó la forma en que Aespa narra su historia con gran viveza y elogió los paisajes sonoros del álbum, a los que calificó como una «experiencia auditiva rica y profunda». Señaló que «cada canción está impregnada de emociones, atmósferas y momentos únicos que se entrelazan a lo largo del disco». Jeff Benjamin, de Billboard, señaló que «este álbum representa una evolución artística para Aespa, ya que amplía su universo narrativo hacia un multiverso que difumina los límites entre lo real y lo virtual».
En una reseña mixta para The Guardian, Alexis Petridis le otorgó dos estrellas de cinco y comentó que, «aunque todo resulta interesante y, hay que admitirlo, está muy bien realizado —los videos de Aespa son encantadores y de una calidad excepcional—, no puede evitar surgir la impresión de que la música parece haber quedado en segundo plano, una sensación que no desaparece al escucharla».

### Comercial
El 27 de mayo, SM Entertainment anunció que el álbum alcanzó 1.02 millones de copias vendidas en su preventa. Con ello, se convirtió en el cuarto álbum del grupo en superar el millón de ventas, después de Girls, My World y Drama. Además del éxito en ventas, el álbum también tuvo un gran desempeño en plataformas digitales internacionales: en su primer día de lanzamiento, encabezó la lista de álbumes de iTunes a nivel mundial. Asimismo, alcanzó el primer lugar en el ranking de iTunes en 25 países y regiones, entre ellos Estados Unidos, Australia, Canadá, Taiwán, Tailandia, Hong Kong, Indonesia y Malasia, y rompió con ello el récord anterior del grupo.

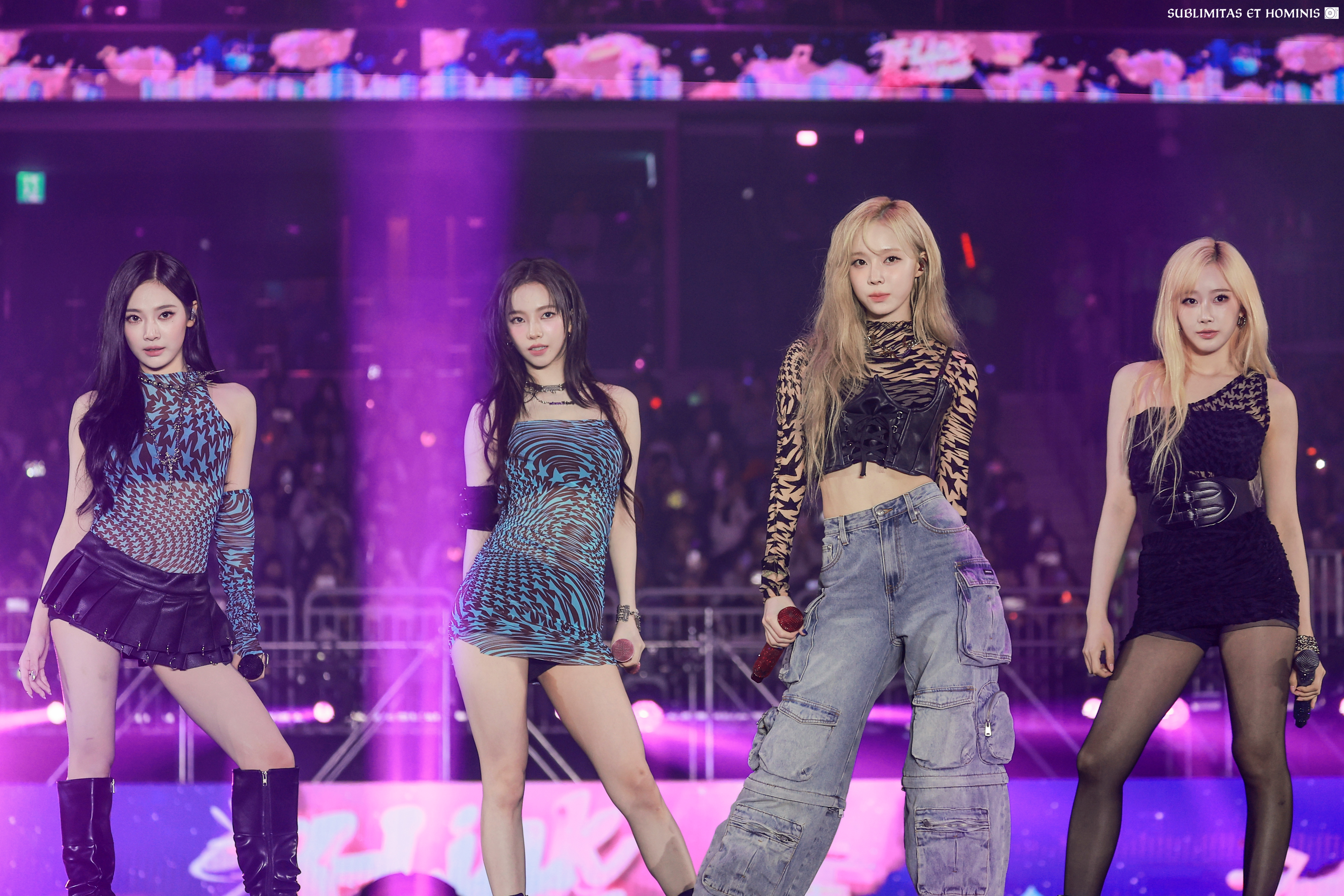
Aespa interpretando «Supernova» en K-Link Festival en octubre de 2024.

## Promoción
El mismo día del lanzamiento del disco, se transmitió en vivo un especial llamado «aespa Armageddon Countdown Live» a través de YouTube, TikTok y Weverse. Durante el programa, se presentaron adelantos de algunas canciones, detalles sobre las pistas y anécdotas relacionadas con su producción.
El 20 de mayo, SM Entertainment anunció que del 28 de mayo al 9 de junio realizaría el evento «aespa WEEK – Armageddon: The Mystery Circle». Esta experiencia estuvo ambientada en el concepto del álbum y ofreció un espacio inmersivo que representaba la confusión de enfrentarse a distintas versiones de uno mismo en un multiverso. El evento permitió al público adentrarse aún más en el universo ficticio de Aespa. Además, incluyó zonas interactivas como una cabina de fotomatón donde los asistentes podían tomarse fotos en tiras junto a las integrantes, un área para grabar la coreografía de «Armageddon» y espacios dedicados a la venta del álbum y productos oficiales.
Además de promocionar su sencillo, la compañía anunció que el grupo estrenaría su propio programa de variedades titulado Aesparty. El programa abordó distintos conceptos temáticos relacionados con fiestas, como escapadas al campo, experiencias escolares y sesiones en baños a vapor. A través de estos episodios, se mostró la auténtica dinámica entre las integrantes y un lado diferente al que proyectan en el escenario.

## Lista de canciones
- Créditos adaptados de Melon.[38]

| N.º   | Título           | Letras                      | Música                                                                           | Arreglo                    | Duración |  |
| 1.    | «Supernova»      | Kenzie                      | Kenzie, Paris Alexa, Dem Jointz                                                  | Dem Jointz                 | 2:59     |  |
| 2.    | «Armageddon»     | Bang Hye-hyun (Jam Factory) | Ejae, Sumin, Waker (153/Joombas), No Identity                                    | No Identity                | 3:17     |  |
| 3.    | «Set the Tone»   | Jo Yoon-kyung               | Ludwig Lindell, Daniel Caesar, Ylva Dimberg                                      | Caesar & Loui              | 3:23     |  |
| 4.    | «Mine»           | Lee Eun-hwa (153/Joombas)   | Mike Daley, Mitchell Owens, Nicole «Kole» Cohen, Adrian McKinnon                 | Mike Daley, Mitchell Owens | 3:14     |  |
| 5.    | «Licorice»       | Kang Eun-jeong              | Daniel Davidsen, Peter Wallevik, Moa «Cazzi Opeia» Carlebecker, Karen Poole      | PhD                        | 2:39     |  |
| 6.    | «Bahama»         | Kenzie                      | Jonatan Gusmark, Ludvig Evers, Moa «Cazzi Opeia» Carlebecker, Ellen Berg, Kenzie | Moonshine, Kenzie          | 3:11     |  |
| 7.    | «Long Chat (#♥)» | Moon Seol-li                | Stian Nyhammer Olsen, Live Rabo Lund-Roland, Nora Grefstad, Julia Finnseter      | Stian Nyhammer Olsen       | 3:16     |  |
| 8.    | «Prologue»       | Mola, Mi-ah (153/Joombas)   | Gil Lewis, Micky Blue                                                            | Gil Lewis                  | 3:15     |  |
| 9.    | «Live My Life»   | Leslie                      | Sophia Brenan, Nick Hahn, Edvard Erfjord                                         | Edvard Erfjord             | 2:40     |  |
| 10.   | «Melody»         | Lee O-neul                  | MinGtion, Sophia Pae                                                             | MinGtion                   | 3:08     |  |
| 31:02 |                  |                             |                                                                                  |                            |          |  |

## Créditos y personal
- Créditos adaptados del fotolibro del disco.[39]

Estudio
- SM Wavelet Studio – grabación (canción 1–2, 6, 9), edición digital (canción 6, 9–10),  (canción 10)
- SM Droplet Studio – grabación (canción 2, 7), edición digital (canción 2), mezcla (canción 2)
- SM Yellow Tail Studio – grabación (canción 3, 5), edición digital (canción 1, 3)
- SM Aube Studio – grabación (canción 4, 8), edición digital (canción 4–5, 8)
- SM Dorii Studio – grabación (canción 5, 10)
- Vibe Music Studio 606 – grabación (canción 10)
- The Vibe Studio – grabación canción 10)
- SM Big Shot Studio – edición digital (canción 7), mezcla (canción 5, 7)
- Doobdoob Studio – edición digital (canción 7)
- SM Blue Ocean Studio – mezcla canción 1–2)
- SM Blue Cup Studio – mezcla (canción 3–4)
- SM Starlight Studio – mezcla (canción 6, 9–10)
- SM Concert Hall Studio – mezcla (canción 8)
- 821 Sound – masterización (todas las canciones)

Personal
| - SM Entertainment – productor ejecutivo - Lee Sung-soo – ejecutivo de A&R - Tak Young-jun – IP ejecutiva, supervisor ejecutivo - Jang Cheol-hyuk – supervisor ejecutivo - Aespa – voces, voces de fondo (todas las canciones) - Kenzie – producción, arreglo (canción 6), letra, composición, dirección vocal (canción 1, 6) - Paris Alexa – composición, voces de fondo (canción 1) - Dem Jointz – producción, composición, arreglo (canción 1) - Bang Hye-hyun (Jam Factory) – letra (canción 2) - Ejae – composición, voces de fondo (canción 2) - Sumin – composición, voces de fondo (canción 2) - Waker (153/Joombas) – composición, piano, programación (canción 2) - No Identity – producción, composición, arreglo, bajo, batería, piano, sintetizador, programación (canción 2) - Jo Yoon-kyung – letra (canción 3) - Ludwig Lindell (Caesar & Loui) – producción, composición, arreglo (canción 3) - Daniel Caesar (Caesar & Loui) – producción, composición, arreglo (canción 3) - Ylva Dimberg – composición (canción 3) - Lee Eun-hwa (153/Joombas) – letra (canción 4) - Mike Daley – producción, composición, arreglo (canción 4) - Mitchell Owens – producción, composición, arreglo (canción 4) - Nicole «Kole» Cohen – composición (canción 4) - Adrian McKinnon – composición (canción 4) - Kang Eun-jeong – letra (canción 5) - Daniel Davidsen (PhD) – producción, composición, arreglo (canción 5) - Peter Wallevik (PhD) – producción, composición, arreglo (canción 5) - Moa «Cazzi Opeia» Carlebecker – composición (canción 5–6), voces de fondo (canción 6) - Karen Poole – composición (canción 5) - Jonatan Gusmark (Moonshine) – producción, composición, arreglo (canción 6) - Ludvig Evers (Moonshine) – producción, composición, arreglo (canción 6) - Ellen Berg – composición, vocais de fundo (canción 6) - Moon Seol-li – letra (canción 7) - Stian Nyhammer Olsen – producción, composición, arreglo (canción 7) - Live Rabo Lund-Roland – composición (canción 7) - Nora Grefstad – composición (canción 7) | - Julia Finnseter – composición (canción 7) - Mola – letra (canción 8) - Mi-ah (153/Joombas) – letra (canción 8) - Gil Lewis – producción, composición, arreglo (canción 8) - Micky Blue – composición (canción 8) - Leslie – letra (canción 9) - Sophia Brenan – composición (canción 9) - Nick Hahn – composición (canción 9) - Edvard Erfjord – producción, composición, arreglo (canción 9) - Lee O-neul – letra (canción 10) - Sophia Pae – composición (canción 10) - MinGtion – producción, composición, arreglo, bajo, piano (canción 10), dirección vocal (canción 5, 10) - Maxx Song – dirección vocal (canción 2) - Saay – dirección vocal (canción 3) - Kim Jin-hwan – dirección vocal (canción 4, 9) - Emily Yeonseo Kim – dirección vocal, voces de fondo (canción 7) - Perrie – dirección vocal (canción 8) - Park Shin-won – guitarra (canción 10) - Han Seong-eun – arreglo de cuerdas (canción 10) - Yung – cuerdas (canción 10) - Kang Eun-ji – grabación (canción 1–2, 6, 9), edición digital (canción 6, 9–10), mezcla (canción 10) - Kim Joo-hyun – grabación (canción 2, 7), edición digital (canción 2), mezcla (canción 2) - Noh Min-ji – grabación digital (canción 1, 3, 5), edición digital (canción 1, 3) - Kim Hyo-joon – grabación (canción 4, 8), edición digital (canción 4–5, 8) - Jeong Jae-won – grabación (canción 5, 10) - Lee Kang-hyun – grabación (canción 10) - Oh Hyun-seok – grabación canción 10) - Kim Kyung-tae – grabación (canción 10) - Lee Min-kyu – edición digital (canción 7), mezcla (canción 5, 7) - Eugene Kwon – edición digital (canción 7) - Kim Cheol-sun – mezcla (canción 1–2) - Jung Eui-seok – mezcla (canción 3–4) - Jeong Yoo-ra – mezcla (canción 6, 9–10) - Nam Koong-jin – mezcla (canción 8) - Kwon Nam-woo – masterización (todas las canciones) |

## Posicionamiento en listas
| Lista (2024)                             | Mejor posición |
| ---------------------------------------- | -------------- |
| Alemania (Offizielle Top 100)            | 45             |
| Australia (Australian Hitseekers Albums) | 12             |
| Austria (Ö3 Austria)                     | 45             |
| Bélgica (Ultratop Flandes)               | 94             |
| Bélgica (Ultratop Valonia)               | 196            |
| Corea del Sur (Circle Album Chart)       | 2              |
| Croacia (Croatian International Albums)  | 14             |
| Estados Unidos (Billboard 200)           | 25             |
| Estados Unidos (Independent Albums)      | 3              |
| Estados Unidos (World Albums)            | 1              |
| Francia (SNEP)                           | 77             |
| Japón (Oricon)                           | 4              |
| Japón (Oricon Combined Albums)           | 3              |
| Japón (Japanese Hot Albums)              | 14             |
| Lituania (Lithuanian Albums)             | 98             |
| Nigeria (Nigerian Albums)                | 35             |
| Portugal (AFP)                           | 193            |
| Reino Unido (UK Album Downloads)         | 52             |
| Suecia (Swedish Physical Albums)         | 20             |

| Lista (2024)            | Mejor posición |
| ----------------------- | -------------- |
| Corea del Sur (Circle)  | 4              |
| Japón (Japanese Albums) | 8              |

| Lista (2024)                 | Mejor posición |
| ---------------------------- | -------------- |
| Corea del Sur (Circle)       | 12             |
| Japón (Japanese Albums)      | 96             |
| Portugal (Portuguese Albums) | 141            |

## Certificaciones
| País          | Organismo certificador | Certificación | Ventas certificadas | Ref.   |
| ------------- | ---------------------- | ------------- | ------------------- | ------ |
| Corea del Sur | KMCA                   | Millón        | 1 000               | [ 64 ] |

## Historial de lanzamiento
| Región        | Fecha              | Formato(s)                  | Distribuidora | Ref.   |
| ------------- | ------------------ | --------------------------- | ------------- | ------ |
| Corea del Sur | 27 de mayo de 2024 | CD                          | SM, Kakao     | [ 17 ] |
| Varios        | 27 de mayo de 2024 | Descarga digital, streaming | SM, Kakao     | [ 17 ] |